# 别萨拉布
别萨拉布（羅馬化：Bessarab）是俄罗斯和乌克兰的姓氏，著名人物包括：
- 斯韦特兰娜·别萨拉布，俄罗斯政治人物
- 谢尔盖·别萨拉布，乌克兰军事、政治人物

|  | 本页或本分段罗列了姓氏为「别萨拉布」的人物。 如果是一个指代特定个人的内链将您引导到本页，請考慮修正該人物的名字以將链接指向正確的條目。 |